# アップル シナモン キャラメリゼ
『アップル シナモン キャラメリゼ』は、宮川匡代による日本のオムニバス漫画作品。

## 概要
『コーラス』（集英社）に連載されていた。単行本は全2巻。
デパートの屋上で、着ぐるみのバイトをする女の子たちの恋愛模様を描く。
『アップル シナモン キャラメリゼ』は作品の一つ。別名「着ぐるみシリーズ」とも呼ばれる。

## あらすじ
To be continued
『コーラス』 2004年7月号 掲載
カエルの着ぐるみ担当の篠宮桜子。統括マネージャーの藤吉に恋をしているが、カエルの格好以外では会ったことがない。そして、藤吉はシンガポールへの転勤が決まっており……。
アップル シナモン キャラメリゼ
『コーラス』 2005年1月号 掲載
トリ（鶏）の着ぐるみ担当の涼。付き合ってきた彼が、札幌へ異動になってしまう。離れることが不安な涼は、連絡を絶ち、彼を避けるが……。
銀なら5枚
『コーラス』 2005年6月号 掲載
ゾウの着ぐるみ担当の紗和は、同じゾウ仲間の先輩・三田のことが好き。お客から感謝の電話があった時に貰える銀のシールが5枚集まり、MVPになったら告白しようと決めていたが……。
ひとつぶ
『コーラス』 2006年1月号 掲載
ブタの着ぐるみ担当の万亀。警官である父をこよなく尊敬し、恋人との婚約も間近に控え、幸せな生活を送っていた。しかし、実は御曹司だった恋人との考えの違いに戸惑いを覚え……。
Happy tomorrow
『コーラス』 2006年4月号 掲載
エビの着ぐるみ担当の海老原は、ガーデナーの篠田に惹かれている。しかし、中学の時の同級生で同姓だが、自分とは違い「可愛い」海老原がデパートの受付嬢として派遣され、篠田に接近してくる。
微炭酸
『コーラス』 2006年12月号 掲載
ライオンの着ぐるみ担当の亜衣。いつも屋上庭園の木陰で勉強している、学ランの青年のことが気になり始める。
ふたつぶ hearty talk
『コーラス』 2007年5月号-7月号連載、「ひとつぶ」の続編
御曹司の彼と婚約解消をした万亀。自分と同じ目線で物事を考えられる人を探していたが、最近よく屋上にいるスーツ姿の男性が気になって仕方がない。ひょんなことから、その男性・秋吉と親しくなっていく万亀だが、秋吉は実は警官である万亀の父親と関係があって……。
New days
『コーラス』 2008年1月号 掲載
いつの間にか、着ぐるみ仲間の5人全員が彼氏持ちになっていることに気づいた紗和。流されやすい性格の紗和は、実は医者一家に生まれ、姉弟も皆医者になったことで、密かにコンプレックスを抱いていた。

## 書誌情報
宮川匡代 『アップル シナモン キャラメリゼ』 《集英社・クイーンズコミックス》 全2巻
1. 2006年4月19日発売、ISBN 4-08-865338-6
  - 「To be continued」「アップル シナモン キャラメリゼ」「銀なら5枚」「ひとつぶ」「Happy tomorrow」収録
2. 2008年1月18日発売、ISBN 978-4-08-865457-7
  - 「微炭酸」「ふたつぶ hearty talk」「New days」収録